# Майнцский музей Гутенберга
Музей Гутенберга — один из старейших музеев книгопечатания в мире, расположенный напротив собора в старой части Майнца. Назван в честь Иоганна Гутенберга, изобретателя способа книгопечатания подвижными литерами. Коллекции включают печатное оборудование и образцы печатной продукции многих культур.

## История

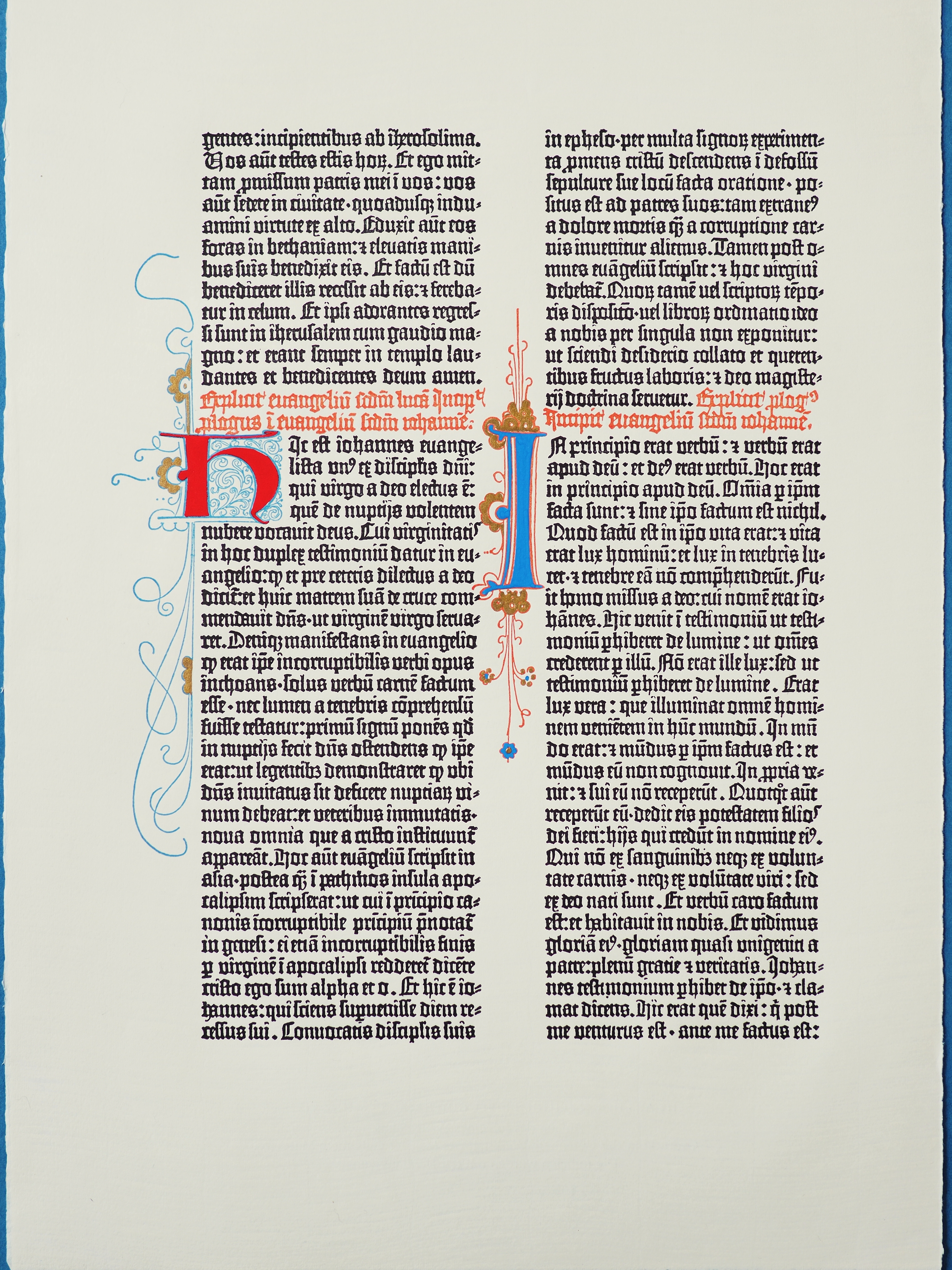
Факсимиле страницы из Библии Гутенберга, напечатанной в музее

Музей основан в 1900 году группой энтузиастов, чтобы отметить 500 год со дня рождения Иоганна Гутенберга, представить его технические и художественные достижения широкой публике. Они также стремились продемонстрировать письменность и печать как можно большего числа различных культур.
Издатели, производители печатных машин и типографии передали в дар книги, аппараты и станки, которые легли в основу коллекции. В первые годы своего существования музей входил в состав городской библиотеки, что позволило изъять для экспозиции самые красивые и характерные фолианты из обширного собрания библиотеки. Посетителям был представлен обзор почти 500-летней истории книгопечатания. Со временем музей расширился и включил в себя разделы по технике печати, книжному искусству, полиграфии и экслибрису, графике и плакатам, бумаге, истории письма всех культур мира и книгам современных художников.
Музей Гутенберга был изначально расположен в двух комнатах замка Курфюрстов (нем. Kurfürstliches Schloß), в котором также размещалась городская библиотека. В 1912 году музей переехал в новое здание библиотеки на улице Rheinallee. В 1925 году была проведена реконструкция мастерской Гутенберга, которая вскоре стала одной из главных достопримечательностей музея. Это позволило наглядно демонстрировать создание, набор и печать шрифта. Копия печатного станка Гутенберга, построенная по ксилографиям XV и XVI веков, оказалась объектом большого интереса посетителей и отныне демонстрировалась на многих выставках по всему миру.
В 1927 году музей переехал в Zum Römischen Kaiser (1664), одно из самых красивых зданий в Майнце. В данный момент там размещены администрация музея, реставрационная мастерская, библиотека и общества Гутенберга. Это здание эпохи позднего Возрождения подверглось сильным бомбардировкам в 1945 году; экспозиция музея хранилась в безопасном месте и благодаря этому не пострадала. В 1962 году реставрация Römischen Kaiser была завершена. На месте, где когда-то стоял гостевой дом König von England, открылось новое современное выставочное здание.

## Приобретения

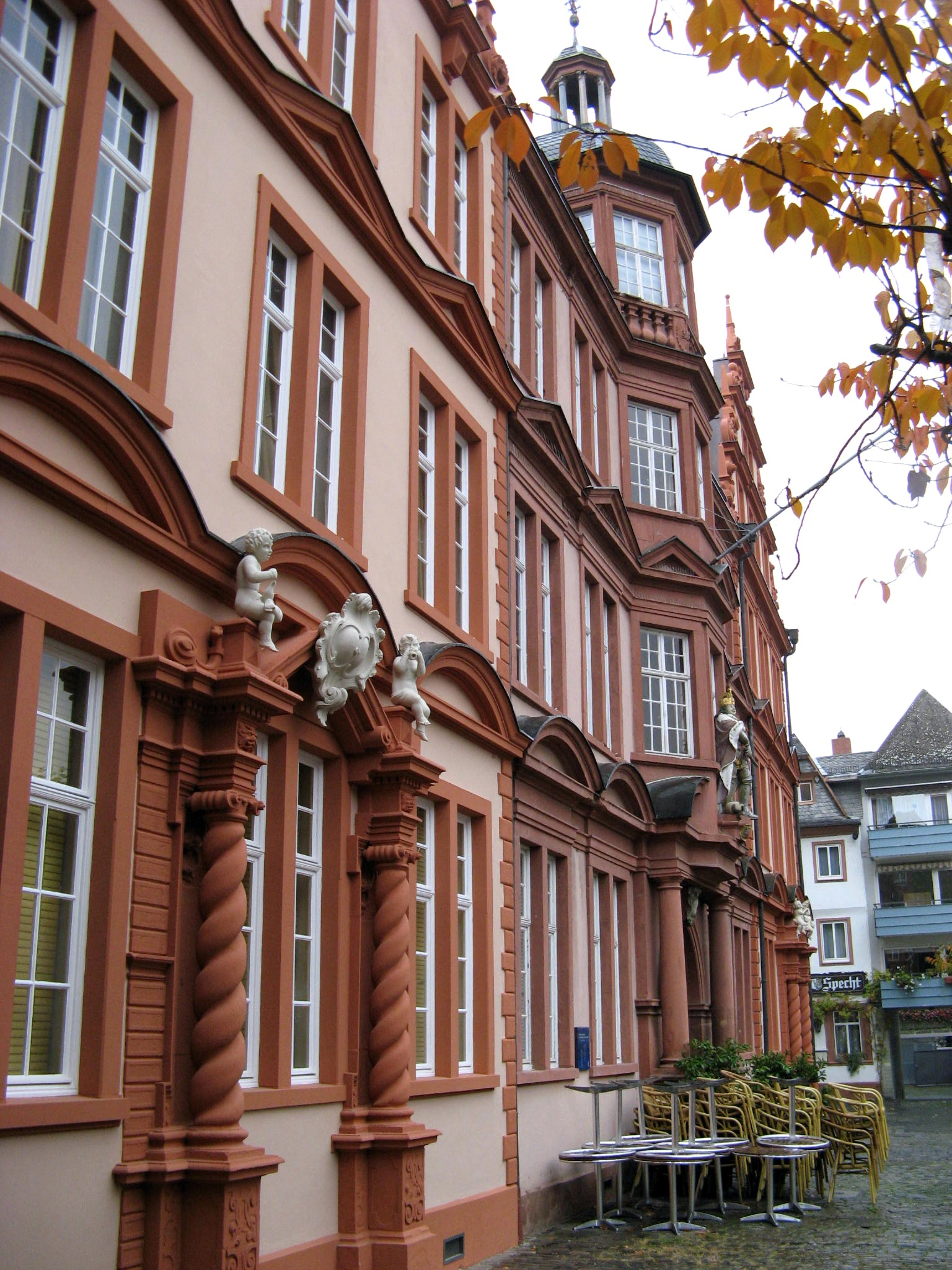
Старая часть музея Гутенберга в доме «Zum Römischen Kaiser», Майнц

В последующие годы музей сделал несколько важных приобретений, среди которых вторая Библия Гутенберга (приобретена в 1925 году Алоисом Руппелем), Шукбургская Библия в двух томах (1978) и две блок-книги, напечатанные с использованием деревянных форм, ныне чрезвычайно редкие. Ещё одним важным изменением стало создание в 1989 году учебного подразделения музея. В 2000 году старое здание музея было отреставрировано и расширено.